# Samuel Kuffour
Samuel Osei Kuffour (Kumasi, 3 de setembro de 1976) é um ex-futebolista profissional ganês. É reconhecido como um dos melhores jogadores de defesa de seu país.[carece de fontes?] Kuffour fez carreira no Bayern de Munique, e foi medalhista olímpico nos Jogos Olímpicos de 1992.

## Carreira

### Clubes
Em sua carreira amadora, jogou pelo VF Kumasi e pelo KFBFC Kumasi, times ganeses, entre 1983 e 1990, antes de ser contratado para as divisões de base do Torino.
Na temporada 1994-95, assinou contrato com o Bayern de Munique, e, sem chances na equipe titular, foi emprestado para o Nuremberg na temporada seguinte. Tem nacionalidade alemã, portanto possui passaporte europeu, o que não causa transtornos em uma eventual transação.
No início da temporada 2005-06, o Newcastle da Inglaterra, dava sua transferência como certa, mas não se sabe porque Kuffour preferiu jogar pelo time da capital italiana. Na época, acreditava-se que este seria a solução para a defesa desde a venda de Samuel.
Mas após sua passagem pela Taça Africana de 2006, acabou perdendo o lugar para Mexès, que vinha em grande fase, e acabou por fechar a temporada no banco de reservas.

### Seleção nacional
Com a seleção de Gana, participou das Olimpíadas de 1992 (medalha de bronze) e de 1996. Em seu país, Kuffour é muito adorado, e foi nomeado por duas vezes o jogados do ano de Gana (1998 e 2002). Grande parte do sucesso, por ter conquistado a braçadeira de capitão aos 23 anos. Isso, porém, não o livrou do afastamento na Taça Africana de 2002 por razões disciplinares. Em 1999 e 2001 foi eleito o segundo melhor jogador do continente africano.

### Curiosidades
Depois de Mehmet Scholl e de Oliver Kahn, era o jogador com mais tempo no plantel do Bayern de Munique.